# Kärntner Hornkraut
Das Kärntner Hornkraut (Cerastium carinthiacum) ist eine Pflanzenart aus der Gattung der Hornkräuter (Cerastium) innerhalb der Familie der Nelkengewächse (Caryophyllaceae) gehört.

## Beschreibung

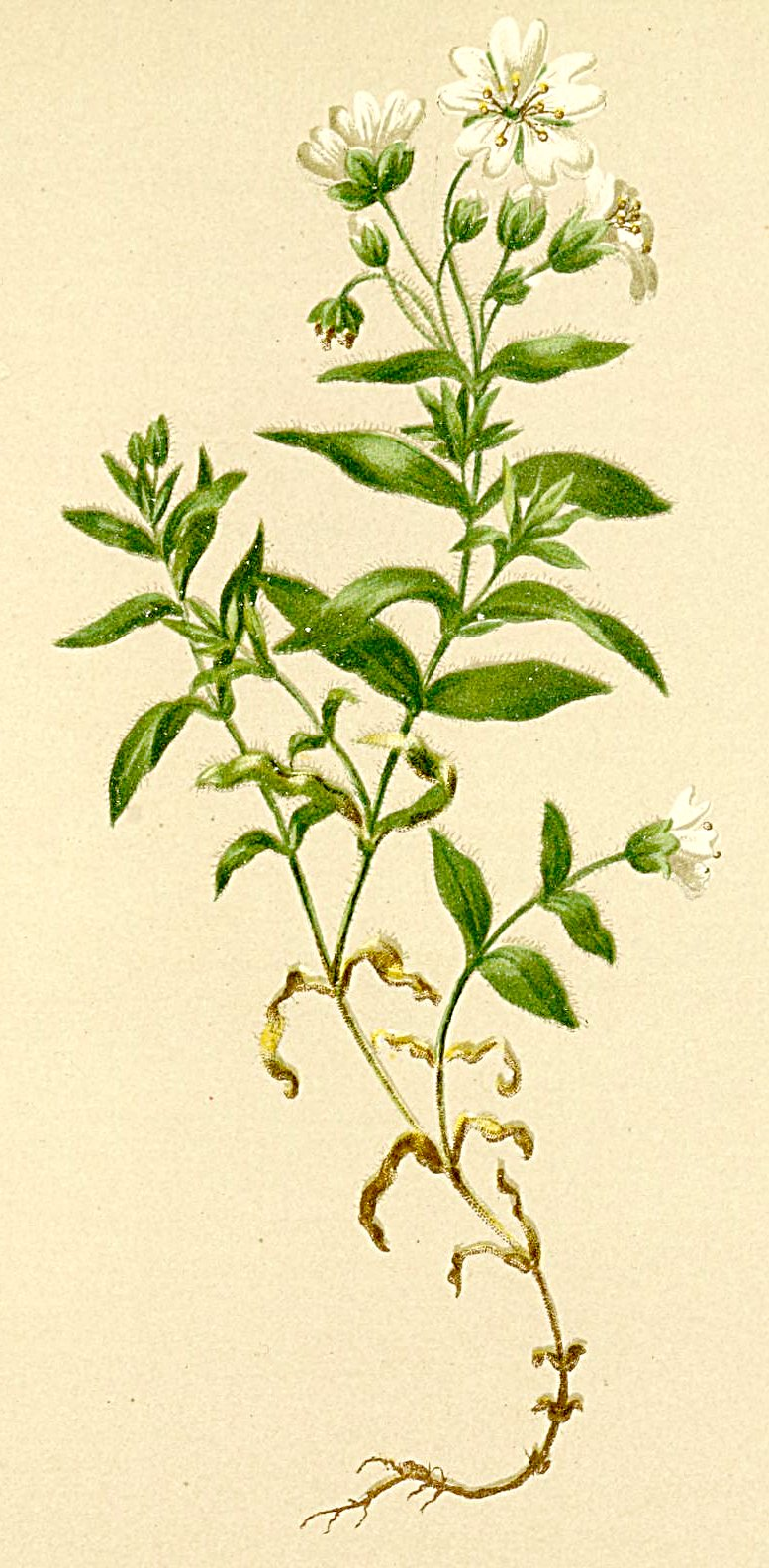
Illustration aus Atlas der Alpenflora

### Vegetative Merkmale
Das Kärntner Hornkraut wächst als ausdauernde krautige Pflanze und erreicht Wuchshöhen von 10 bis 20 Zentimetern. Es besitzt meist vegetative Triebe und Blühtriebe ohne kurze, vegetative Laubblattbüschel oder Knospen in den Laubblattachseln. Die Stängel sind einfach oder verzweigt und aus liegendem Grund aufsteigend.
Die Laubblätter sind gegenständig. Die einfache Blattspreite ist bei einer Länge von 13 bis 26 Millimetern sowie einer Breite von 3 bis 8 Millimetern eiförmig bis eiförmig-lanzettlich, seltener lanzettlich bis linealisch und meist kahl, seltener dicht behaart oder drüsig behaart.

### Generative Merkmale
Die Blütezeit reicht von Juni bis September. Je nach Unterart sind die laubblattähnlichen Hochblätter ohne Hautrand und höchstens mit trockenhäutiger Spitze oder aber breit hautrandig. Ein bis sieben Blüten sind in sparrig verzweigten Dichasien angeordnet. Die Blütenstiele sind kurz behaart, nach der Anthese waagrecht abstehend und zur Fruchtzeit wieder aufrecht.
Die zwittrigen Blüten sind radiärsymmetrisch und fünfzählig mit doppelter Blütenhülle. Die fünf Kelchblätter sind bei einer Länge von 5 bis 6 Millimetern eiförmig, breit hautrandig, kahl oder flaumig und drüsig behaart. Die fünf Kronblätter sind mindestens 1,5- bis 2,25-mal so lang wie die Kelchblätter, weiß mit durchsichtigen Streifen und herzförmig ausgerandet. Es sind stets zehn Staubblätter und fünf Griffel in der Blüte.
Die Kapselfrucht ist mindestens zweimal so lang wie die Kelchblätter und besitzt zehn Fruchtzähne. Die Samen besitzen einen Durchmesser von 1,3 bis 1,7 Millimetern und undeutliche Höcker auf der verschrumpfenden, dem Inneren des Samen nur lose anliegende Samenschale.
Die Chromosomenzahl beträgt 2n = 36.

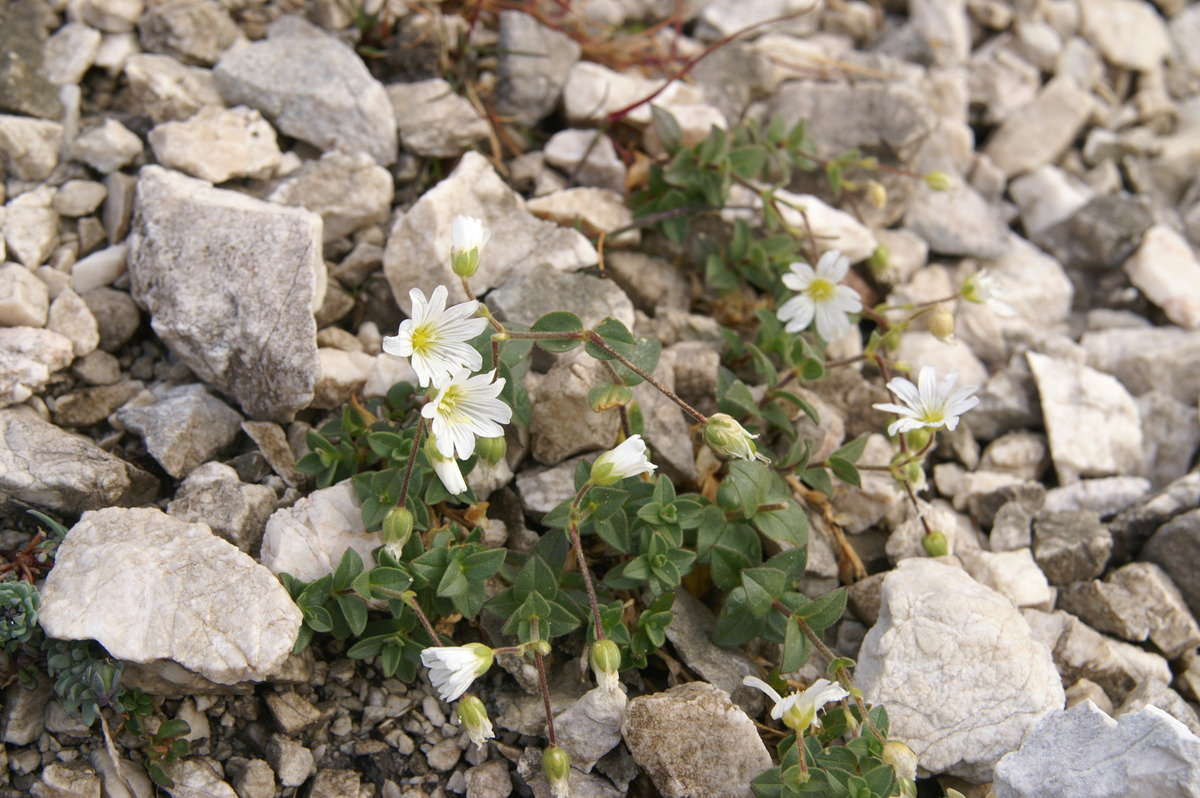
Südalpen-Hornkraut (Cerastium carinthiacum subsp. austroalpinum)

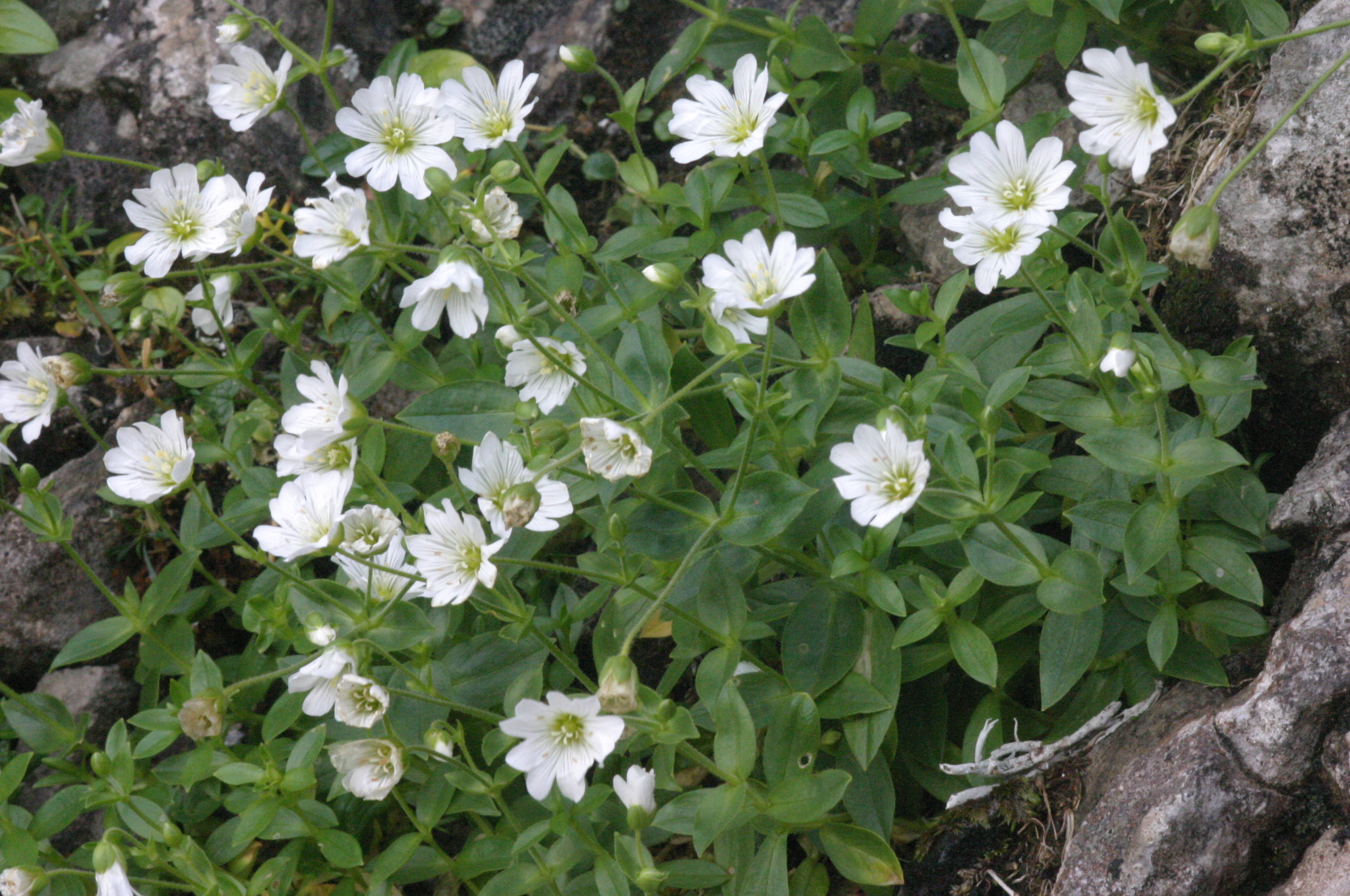
Habitus und Blüten von Cerastium carinthiacum subsp. carinthiacum im Habitat

## Systematik und Verbreitung
Die Erstveröffentlichung von Cerastium carinthiacum erfolgte 1808 durch Lorenz Chrysanth von Vest in Hoppe, Neues Taschenbuch, Seite 229. Das Verbreitungsgebiet umfasst Italien, die Schweiz, Österreich und Slowenien. Frühere Angaben für Polen, die Slowakei und Rumänien gehören zu Cerastium latifolium. Es kommt in Pflanzengesellschaften des Verbands Thlaspion rotundifolii vor.
Von Cerastium carinthiacum gibt es zwei Unterarten:
- Südalpen-Hornkraut (Cerastium carinthiacum subsp. austroalpinum (Kunz) Kunz, Syn.: Cerastium austroalpinum Kunz): Die Pflanzenteile sind meist dicht drüsig behaart, die obersten Hochblätter besitzen keinen Hautrand nur mit trockenhäutiger Spitze. Die Kelchblätter sind 5 bis 6 Millimeter lang. Es ist kalkstet und gedeiht in steinige Rasen, Kalkschuttböden und Geröllhalden in subalpinen bis alpinen Höhenlagen. Diese Sippe wurde als Art 1950 durch Hans Kunz (1904–1982) in Phyton. Annales rei Botanicae, Horn (Austria) Band 2, Seite 99 erstbeschrieben. Sie kommt zerstreut bis selten in Steiermark und Kärnten (Karawanken) und Osttirol vor[5], außerdem in der Schweiz, in Italien und Slowenien. In der Schweiz kommt diese Sippe nur im Tessin im Val Colla vor. Die ökologischen Zeigerwerte nach Landolt et al. 2010 sind in der Schweiz: Feuchtezahl F = 3 (mäßig feucht), Lichtzahl L = 5 (sehr hell), Reaktionszahl R = 5 (basisch), Temperaturzahl T = 1+ (unter-alpin, supra-subalpin und ober-subalpin), Nährstoffzahl N = 2 (nährstoffarm), Kontinentalitätszahl K = 3 (subozeanisch bis subkontinental).[6]

- Eigentliches Kärntner Hornkraut (Cerastium carinthiacum Vest subsp. carinthiacum): Die Pflanzenteile sind meist fast kahl, die obersten Hochblätter breit hautrandig. Die Kelchblätter sind 3 bis 6 Millimeter lang. Es ist kalkstet und gedeiht in Felsschutt- und Felsfluren, Legföhrengebüschen in subalpinen bis alpinen Höhenlagen. Es kommt in Österreich, Italien und Slowenien vor. Es ist häufig bis zerstreut in allen österreichischen Bundesländern (fehlt in Wien, Burgenland, Vorarlberg). Es gedeiht in Höhenlagen von 1600 bis 2200 Metern.[1]